# Rhodobryum longicaudatum
Rhodobryum longicaudatum är en bladmossart som beskrevs av Zang Mu och Li Xing-jiang in Li Xing-jiang et al. 1985. Rhodobryum longicaudatum ingår i släktet rosmossor, och familjen Bryaceae. Inga underarter finns listade i Catalogue of Life.